# سایمون فارنورث
سایمون فارنورث (انگلیسی: Simon Farnworth؛ زادهٔ ۲۸ اکتبر ۱۹۶۳) بازیکن فوتبال اهل بریتانیا است.
از باشگاه‌هایی که در آن بازی کرده‌است می‌توان به باشگاه فوتبال ترانمره راورز، باشگاه فوتبال پرستون نورث اند، باشگاه فوتبال استوک‌پورت کانتی، باشگاه فوتبال بولتون واندررز، باشگاه فوتبال بری، و باشگاه فوتبال ویگان اتلتیک اشاره کرد.